# Sawasze
Sawasze (biał. Савашы, Sawaszy; ros. Саваши, Sawaszy) – wieś na Białorusi, w obwodzie grodzieńskim, w rejonie korelickim, w sielsowiecie Maluszyce, nad Newdą. W 2019 roku liczyła 22 mieszkańców.

## Historia
W dwudziestoleciu międzywojennym wieś i folwark leżące w Polsce, w województwie nowogródzkim, w powiecie nowogródzkim, w gminie Korelicze. W 1921 wieś liczyła 60 mieszkańców, zamieszkałych w 12 budynkach, wyłącznie Polaków. 55 mieszkańców było wyznania prawosławnego i 5 rzymskokatolickiego. Folwark liczył zaś 18 mieszkańców, zamieszkałych w 3 budynkach, w tym 17 Polaków i 1 osobę innej narodowości. 17 mieszkańców było wyznania prawosławnego i 1 rzymskokatolickiego.
Po II wojnie światowej w granicach Związku Sowieckiego. Od 1991 w niepodległej Białorusi.